# Distrito de Thann-Guebwiller
El distrito de Thann-Guebwiller (en francés arrondissement de Thann-Guebwiller) es una división administrativa francesa, situada en el departamento de Alto Rin, de la región del Gran Este, creado a partir de la unión de los antiguos distritos de Thann y Guebwiller.

## División territorial

### Cantones
Hasta 2015:
Los cantones del distrito de Thann-Guebwiller desde su creación en enero de 2015 hasta marzo de 2015 eran:
1. Cernay
2. Ensisheim
3. Guebwiller
4. Masevaux
5. Rouffach
6. Saint-Amarin
7. Soultz-Haut-Rhin
8. Thann

Actualmente: 
1. Cernay
2. Ensisheim (Que abarca parte de los distritos de Thann-Guebwiller y Colmar-Ribeauvillé)
3. Guebwiller
4. Masevaux (Que abarca parte de los distritos de Thann-Guebwiller y Altkirch)
5. Wintzenheim (Que abarca parte de los distritos de Thann-Guebwiller y Colmar-Ribeauvillé)

## Historia
El gobierno francés decidió en su decreto ministerial n.º 2014-1720, de 29 de diciembre de 2014, suprimir los distritos de Guebwiller y Ribeauvillé, y sumarlos a los distritos de Thann y Colmar respectivamente, a fecha efectiva de 1 de enero de 2015.